# Armida (actrice)
Armida, de son vrai nom Armida Vendrell, est une actrice mexicaine née le 29 mai 1911 à Sonora (Mexique) et morte le 23 octobre 1989 à Victorville (Californie).

## Biographie

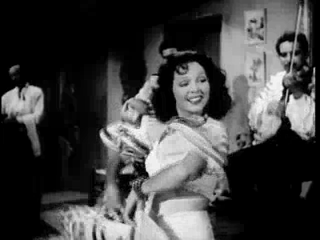
Armida dans The Girl from Monterey (1943)

Elle naît au Mexique, puis arrive aux États-Unis avec sa famille lorsqu'elle est encore jeune. Son père est magicien, connu sous le nom de "The Great Arnold", il vivait à Barcelone (Espagne) avant d’immigrer à Mexico.

## Filmographie
- 1927 : Smiling Billy de Duke Worne : la fiancée de Billy
- 1929 : The Show of Shows de John G. Adolfi : elle-même
- 1930 : On the Border de William McGann : Pepita
- 1930 : Border Romance de Richard Thorpe : Conchita Cortez
- 1930 : Le Général Crack d'Alan Crosland : Fidelia
- 1930 : Under a Texas Moon de Michael Curtiz : Dolores
- 1930 : Wings of Adventure de Richard Thorpe : Maria
- 1934 : The Marines Are Coming (en) de David Howard : Rosita
- 1935 : Les Nuits de la pampa (Under the Pampas Moon) de James Tinling de James Tinling : Rosa O'Flynn
- 1937 : Border Cafe de Lew Landers : Dominga
- 1937 : Rootin' Tootin' Rhythm (en) de Mack V. Wright : Rosa Montero
- 1940 : La Conga Nights de Lew Landers : Carlotta DeVera
- 1941 : South of Tahiti de George Waggner : Tutara
- 1941 : Fiesta (en) de LeRoy Prinz : Cuca
- 1942 : Always in My Heart de Jo Graham : Lolita
- 1943 : The Girl from Monterrey de Wallace Fox : Lita Valdez
- 1943 : Here Comes Kelly de William Beaudine : Babette
- 1943 : Melody Parade de Arthur Dreifuss : elle-même
- 1944 : Machine Gun Mama de Harold M. Young : Nita Cordova
- 1945 : Bad Men of the Border de Wallace W. Fox : Dolores Mendoza
- 1945 : South of the Rio Grande de Lambert Hillyer : Pepita
- 1948 : Jungle Goddess (en) de Lewis D. Collins : Wanama
- 1949 : The Gay Amigo de Wallace Fox : Rosita
- 1951 : Rhythm Inn de Paul Landres : une danseuse